# Aboubaker Rebih
Aboubaker Rebih (Koléa, 18 december 1983) is een Algerijns voetballer bij voorkeur als aanvaller speelt. Hij verruilde in juli 2010 USM Annaba voor CR Belouizdad.
1 Ousserir ·
2 Abdat ·
4 Mameri ·
5 Mebarki ·
6 Mekehout ·  
7 Bousehaba ·
9 Slimani ·
11 Aït Ouamar ·
12 Kherbache ·
13 Anane ·
14 Naïli ·
16 Dahmane ·
17 El Amine Aouad ·
18 Rebih ·
19 Bourakba ·
20 Aksas ·
21 Hérida ·
22 Mohammed ·
24 Boukedjane ·
26 Maâziz · 
27 Benabderahmane ·
28 Ammour ·
29 Boukria ·
30 Khellaf ·
Coach: Solinas